# Модринець
Модринець (пол. Modryniec) — село в Польщі, у гміні Мірче Грубешівського повіту Люблінського воєводства. Населення — 451 особа (2011).

## Історія
За даними етнографічної експедиції 1869—1870 років під керівництвом Павла Чубинського, у селі проживали греко-католики, які розмовляли українською мовою.
Село постраждало під час боїв Першої світової війни між російською та австро-угорською арміями. Внаслідок бойових дій та російської евакуації влітку 1915 року місцевого українського православного населення вглиб Російської імперії, було спалено господарський двір.
У 1921 році село входило до складу гміни Мірче Грубешівського повіту Люблінського воєводства Польської Республіки.
У 1975—1998 роках село належало до Замойського воєводства.

## Населення
За даними перепису населення Польщі 1921 року в селі налічувалося 75 будинків та 466 мешканців, з них:
- 215 чоловіків та 251 жінка;
- 396 православних, 51 римо-католик, 14 юдеїв, 5 християн інших конфесій;
- 378 українців, 79 поляків, 9 євреїв.

Демографічна структура станом на 31 березня 2011 року:
|          | Загалом | Допрацездатний вік | Працездатний вік | Постпрацездатний вік |
| -------- | ------- | ------------------ | ---------------- | -------------------- |
| Чоловіки | 232     | 50                 | 152              | 30                   |
| Жінки    | 219     | 45                 | 121              | 53                   |
| Разом    | 451     | 95                 | 273              | 83                   |

## Особистості

### Народилися
- Іван Мітюк (1933—2012) — український лікар-хірург[6].